# داود کریمی
داود کریمی (۲۷ بهمن ۱۳۲۶ – ۱۶ شهریور ۱۳۸۳) نظامی و زندانی سیاسی ایرانی بود، که در خلال جنگ ایران و عراق، از فرماندهان ارشد سپاه پاسداران انقلاب اسلامی محسوب می‌شد و مدتی فرماندهی سپاه منطقه ۱۰، سپاه منطقه ۷ کشور، ستاد عملیات جنوب، مسئول آموزش سپاه و سپاه ۱۱ قدر را برعهده داشت.
اگرچه وی جزو فرماندهان ارشد در سال‌های نخستین جنگ ایران و عراق بود، اما به علّت مواضع سیاسی‌اش، تلاش شده که در روایت‌ها و تاریخ‌نگاری رسمی، نقش وی تحریف و کم‌اهمیت نشان داده شود. داود کریمی تاثیر زیاد مهم و اساسی در شکل گیری یگان های نظامی و عملیاتی سپاه پاسداران در جنگ داشت و بسیاری از یگان ها و فرماندهان سپاه در جنگ مستقیم و غیر مستقیم توسط او پایه گذاری و کشف شدند. همچنین او بعد از مرتضی رضایی جزو کاندیداهای اصلی فرماندهی سپاه محسوب میشد کریمی در بعد از جنگ هیچ‌گونه سمت یا درجه‌ای را قبول نکرد و در سال ۱۳۷۱ به دستور سید علی خامنه‌ای بازداشت و شکنجه شد. وی حدود ۶ ماه در بازداشت وزارت اطلاعات بود.

## زندگی
کریمی در ۸ سالگی پدر خود را از دست داد. به همین دلیل مجبور شد تحصیل را رها کند تا بتواند خرج خانواده خود را دربیاورد. وی در ششم شهریور ماه ۱۳۴۹ ازدواج کرد که ثمره این ازدواج یک دختر به نام «مریم» و سه پسر با نام‌های «میثم»، «محمدصادق» و «محمد محمود» است.

## انقلاب
وی در جوانی از طریق مهدی عراقی با روح‌الله خمینی آشنا شد و این آشنایی تأثیر فراوانی بر وی گذاشت. در سال‌های نخستین دهه ۵۰ داود کریمی با عده‌ای از هم‌فکران خود گروه فجر اسلام را راه‌اندازی کرد. این گروه اسلامی معتقد به عملیات چریکی بر ضد حکومت پهلوی بود.
فجر اسلام و سازمان مجاهدین خلق از ابتدا روابط بسیار گرمی داشتند. اما براساس شواهد موجود از سال ۱۳۵۲ ارتباط این دو گروه مخفی با هم قطع شد. چرا که اعضای گروه «فجر اسلام» اعتقاد داشتند که سازمان به بیراهه می‌رود. کریمی که به شغل تراشکاری مشغول بود در کنار آن تا سال ۱۳۵۵ به مبارزه با حکومت پهلوی ادامه داد. پس از سال ۱۳۵۵ وی به همراه عده‌ای دیگر به لبنان می‌رود. در آنجا با مصطفی چمران و محمد منتظری آشنا می‌شود. پس از مدتی نیز از رتبه شاگردی به معلمی ارتقا پیدا کرد و مربی نیروهای چریکی در لبنان شد. کریمی در سال ۱۳۵۶ به ایران برگشت.

## پس از انقلاب
داود کریمی در همان اولین روزهای بعد از وقوع انقلاب ۱۳۵۷ با کمک سعید حجاریان و دیگر همفکران در کمیته انقلاب اسلامی نازی‌آباد فعالیت می‌کند و منجمله برادران صنیع خانی خود هدایت و مسئولیت این کمیته را برعهده می‌گیرد. به گفته حجاریان، داود کریمی از اعضای اصلی تشکیل دهنده سپاه پاسداران انقلاب اسلامی و عضو هیئت مرکزی سپاه تهران بود.

## جنگ
با شروع جنگ کریمی به منطقه جنوب و سپس غرب رفت. او در همین مدت که تا سال ۱۳۶۱ ادامه یافت، بر پایه آموخته‌های خویش در لبنان مسئول آموزش نظامی سپاه شد. سپس مدتی کوتاه‌تر از یک سال فرمانده سپاه تهران بود. مدتی هم در بنیاد شهید که ریاست آن را مهدی کروبی به عهده داشت مسئولیت داشت. در این دوران یکی از مهم‌ترین کارهای او، همکاری در طرح شکستن حصر آبادان بود. وی از مؤسسان و فرمانده ستاد عملیات جنوب بود که بعدها به قرارگاه کربلا تبدیل شد. او فرمانده ارشد فرماندهانی مانند غلامعلی رشید، محمد باقری، رحیم صفوی، جعفر اسدی، احمد غلامپور، نبی رودکی، حسن باقری، ابراهیم همت، حسین خرازی، احمد کاظمی، محمد جهان آرا و مهدی باکری بود. وی تأسیس لشکرهای ۲۷ محمد رسول‌الله، ۱۰ سید الشهدا و ۳۲ انصارالحسین در کارنامه و سابقه رزمی خود داشت. کریمی از فرماندهان عملیات‌های شکست محاصره سوسنگرد، شکست حصر آبادان، طریق القدس، فتح المبین، بیت‌المقدس، رمضان، مسلم ابن عقیل و مرصاد بود. کریمی مدتی هم مسول آموزش نظامی سپاه بود که در این سمت هم نقش مهمی در ساختارمند شدن نظامی سپاه بازی کرد و چهار نفر از فرماندهان وقت ارتش مانند صیاد شیرازی، نامجو، کلاهدوز و سرهنگ حاتمی رئیس وقت دانشکده افسری ارتش هم در این کار به او یاری رساندند. پس از هفتم تیرماه انفجار دفتر حزب جمهوری اسلامی و ناامنی‌ها و ترورهای مسولین که ناشی از فعالیت‌های مسلحانه سازمان مجاهدین خلق بعد اعلام جنگ مسلحانه این سازمان با نظام جمهوری اسلامی بود، داود کریمی فرمانده سپاه تهران و منطقه ۱۰ شد و با راه اندازی گشت‌های ثارالله و گروه‌های حفاظت از شخصیت‌های سیاسی، امنیت را به پایتخت ایران برگرداندند و ترورها و عملیات‌های سازمان مجاهدین کم‌کم فروکش کرد. کریمی بعد از فرماندهی سپاه منطقه ۱۰ طی حکمی فرمانده سپاه منطقه ۷ کشوری شد که در این سمت اختلافات وی با فرماندهان ارشد سپاه منجمله محسن رضایی اوج می‌گیرد که منجر به برکناری وی بعد از تقریباً شش ماه از انتصابش شد و عباس محتاج فرمانده سپاه منطقه ۱ کشوری جایگزین کریمی در فرماندهی سپاه منطقه ۷ شد. در سال ۶۲ علی خامنه‌ای رئیس‌جمهور وقت ایران از طرف روح‌الله خمینی حکم تمشیت نیروهای مسلح را دریافت می‌کند و خامنه‌ای داود کریمی را مسول اجرایی کردن این حکم می‌کند و به نوعی رئیس ستاد جنگ وی شد ولی تحت فشار شدید فرماندهی سپاه مجبور به کناره‌گیری شد گرچه علی خامنه ای در ابتدا از کریمی حمایت کرد ولی در نهایت تسلیم فشارها شد و ابراهیم سنجقی جایگزین کریمی شد این آخرین سمت مهم کریمی در رده فرماندهی جنگ بود و بعد از آن به‌طور کلی به حاشیه رانده می‌شود.
وی سال بعد، در عملیات والفجر۸ به عنوان یک داوطلب معمولی همچون جوشکار به منطقه عملیاتی فاو می‌رود و بر اثر حمله عراقی‌ها شیمیایی می‌شود. او در فاو توسط مسولان وقت جهاد سازندگی مأمور تشکیل گردان‌های مهندسی رزمی جهاد سازندگی می‌شود و این گردان‌ها را تشکیل می‌دهد. در پی انتشار یک سند تاریخی و محرمانه در سال ۹۹، مشخص شد که برخی از فرماندهان سپاه از او به عنوان یکی از بهترین نیروهای عملیاتی سپاه نام می‌برند و از حذف سیاسی وی توسط برخی چهره‌های سپاه انتقاد کرده‌اند. وی در سال ۱۳۶۴ برای مدتی کوتاه مسئول بازرسی ویژه وزارت پست و تلگراف و تلفن را بر عهده داشت.
کریمی در عملیات جنگی فاو با فرو افتادن بمبهای شیمیایی سلامت خود را از دست داد و عملاً مصدوم شیمیایی شد اما معالجات را نیمه کاره گذاشت و در عملیات مرصاد که همزمان با پذیرش قطعنامه ۵۹۸ شورای امنیت سازمان ملل متحد برای مقابله با حمله مجاهدین خلق طراحی شده بود شرکت جست و ترکش گلوله‌ای در قلب وی جا گرفت. وی از فرماندهان ارشد عملیات بود و فرماندهی نیروهای رزمی کمیته انقلاب اسلامی حاضر در عملیات را بر عهده داشت.

## پس از جنگ و زندان
داود کریمی بعد از جنگ از سپاه و حاکمیت فاصله گرفت و هر گونه درجه یا پست و مقامی که به او پیشنهاد می‌شد را رد کرد و به سر کار اصلی خویش یعنی تراشکاری برگشت. کریمی از آنجا که از مقلدان و طرفداران حسینعلی منتظری بود و در هیئت انصار الامام چند مورد مناظره در دفاع از منتظری با یک روحانی به نام سید حسن میردامادی که از کارکنان وزارت اطلاعات بود انجام داد، این مناظرات در نهایت باعث دستگیری او شد. چهارشنبه سی دیماه سال ۱۳۷۲، ساعت ۷ صبح داود کریمی در منزلش واقع در تهران به‌دست وزارت اطلاعات دستگیر شد و در سلول انفرادی تحت بازجویی و فشارها و شکنجه‌های روحی-جسمی قرار می‌گیرد. وقتی مأموران وزارت اطلاعات برای دستگیری داود کریمی به خانه او رفته بودند سر تیم آن‌ها گفته بود که آقای خامنه ای دستور بازداشت داود را داده است. او از روز چهارشنبه ۳۰ دی ۱۳۷۱ تا خرداد ماه سال ۱۳۷۲ به زندان افتاد. اکبر گنجی از «ناجوانمردی» بسیار با این فرمانده سابق در زندان خبر می‌دهد و از جمله، به نقل از داود کریمی روایت می‌کند: 
«در غذای او مسهل می‌ریختند که در سلول انفرادی، لباسش را آلوده کند. بعد بازجویانش می‌آمدند و مسخره اش می‌کردند که وضعیت فرمانده را نگاه کنید.»
 یا فرزند وی در شبکه اجتماعی ایکس به نقل از خود کریمی گفت:
«فردی را آوردند انداختند داخل سلولم، دیدم بر اثر تصادف تمام کرده، زندانبان را صدا کردم، گفتم این بنده خدا فوت کرده، عذرخواهی کرد گفت دستور است در سلول شما مهمان باشد، ‏من ماندم تنها با جسدی غریبه در سلول، تا صبح برایش قرآن خواندم.»
 از او و سایر فرماندهان دستگیر شده خواسته می‌شود در مصاحبه تلویزیونی به برنامه‌ریزی برای کودتایی نظامی علیه خامنه‌ای زیر نظر آیت‌الله منتظری اعتراف کنند مقاومت داود کریمی و سایر دستگیرشدگان سبب می‌شود که اعترافی صورت نگیرد، و آنها پس از ماه‌ها یا بعضاً سالها از زندان جمهوری اسلامی آزاد شوند. مسول پرونده وی روح‌الله حسینیان از مدیران ارشد وزارت اطلاعات بود. پس از آزادی کارگاه قالب‌سازی‌اش در صالح آباد را مجدد راه‌اندازی و تا سال ۱۳۷۱ در دهکده توحید فر و تا سال ۱۳۸۲ واقع در اتوبان بهشت زهرا دهکده توحید که به گفته دوستانش این بار محقرتر بود، بازگشت و در همان خانه‌اش در انتهای نازی‌آباد تا پایان عمر زندگی کرد.

## مرگ
کریمی از خرداد ۱۳۸۱ بیماری‌اش شدت گرفت و بستری شد. اما پزشکان کاری از دستشان برنیامد تا آنکه او را از دی ماه ۱۳۸۲ به آلمان فرستادند. به گفته حجاریان، پزشکان آلمانی تشخیص داده بودند که بیماری او ناشی از مسمومیت شیمیایی حاصل از گازهایی است که در جنگ به کار رفته بود آنها نوع گازهای شیمیایی را هم مشخص کرده بودند.

داود کریمی در جمع همرزمان و دوستانش نقل می‌کند:
«سال ۷۵ پای سمت چپم دچار ضایعه شد، اما به آن بی‌توجه بودم ولی چند سال بعد دچار خونریزی شدیدی شد. سال ۸۰ چند عمل جراحی روی پایم انجام شد اما دوباره شرایط بدتر شد، سال ۸۲ به علت شدت جراحات قطع نخاع شدم. بعد از آن ۶ عمل دیگر روی بدنم انجام شد ولی بی‌نتیجه بود. بعد از آن به آلمان اعزام شدم، پرفسور نعمتی آنجا حضور داشت، آنها دو عمل سخت روی بدنم انجام دادند و ۱۲ ترکش را از نواحی حساس خارج کردند و بعد از آن تشخیص دادند که [بیماری شیمیای] بر اثر گازی به نام نوکس است. بعد از مدتی به همراه پرفسور نعمتی به ایران برگشتم. وی ۳۰ ترکش دیگر را از بدنم خارج کرد. دوبار ستون فقراتم را عمل جراحی کردند اما بی تأثیر بود و دوباره فلج شدم. قرار شد تمام دنده‌های قفسه سینه‌ام را تعویض کنند اما به علت خطراتی که داشت دیگر هیچ عملی روی بدنم انجام نشد. در حال حاضر این ضایعه هر روز در حال پیشروی است. این بیماری و بستری شدن در بیمارستان برایم سرگرمی شده است. این زخم‌ها ذخیره آخرتم هستند. شاید با این دردها خداوند اجازه ملاقات با دوستان شهیدم را به من بدهد.»
سرانجام داود کریمی در سحرگاه شانزدهم شهریورماه ۱۳۸۳ بر اثر جراحات ریوی ناشی از آثار مواد شیمیایی درگذشت. سید حسن خمینی بر جنازه وی نماز خواند، سید علی خامنه‌ای، اکبر هاشمی رفسنجانی، حسینعلی منتظری، سید محمد خاتمی، محسن رضایی و رحیم صفوی و دیگر مقامات اطلاعیه صادر کردند، تمامی مقامات با فرستادن نماینده در مراسم شرکت جستند و روزنامه‌ها با کلمات و جملات حماسی از وی یاد کردند. در مراسم تشییع وی از یک طرف انصار حزب‌الله و از سوی دیگر اصلاح‌طلبان فعال بودند و احمد منتظری فرزند آیت‌الله منتظری به نمایندگی از او، اکثر ملی مذهبی‌ها، سعید حجاریان با وجود ضعف شدید جسمی، عمادالدین باقی، اکبر خوش‌کوشک، علی یونسی وزیر اطلاعات، دری نجف‌آبادی و دیگران شرکت داشتند.

### پس از مرگ
کتاب «یک روز یک مرد» نوشته محسن مطلق، بر اساس زندگی داود کریمی نوشته شده است.